# Lawrie Leslie
Lawrie Leslie, diminutivo di Lawrence Grant Leslie (Edimburgo, 17 marzo 1935 – 4 giugno 2019) è stato un calciatore scozzese, di ruolo portiere.

## Carriera

### Club
Leslie dopo aver giocato a livello semiprofessionistico con il Newtongrange Star nel 1956, all'età di 21 anni, firma il suo primo contratto professionistico con l'Hibernian, club della prima divisione scozzese. Nella sua prima stagione agli Hibs compete per un posto da titolare con Tommy Younger, disputando 12 partite, salvo poi a partire dal 1957 guadagnarsi un posto da titolare, con 33 e 30 presenze nelle stagioni 1957-1958 (nella quale gioca anche nella finale di Coppa di Scozia persa per 1-0 contro il Clyde) e 1958-1959. Nel novembre del 1959 viene poi ceduto per 4475 sterline agli Airdrieonians, sempre nella prima divisione scozzese: qui, in due anni gioca ulteriori 42 partite in questo torneo.
Nell'estate del 1961 viene poi ceduto per 14000 sterline al West Ham Utd, club della prima divisione inglese; la sua prima stagione con gli Hammers è estremamente positiva e lo vede scendere in campo in 37 partite di campionato, mentre l'anno seguente, anche a causa di una frattura ad una gamba subita in una partita contro il Bolton, gioca solamente 20 partite: sul lungo periodo l'infortunio gli costa anche il posto da titolare, che finisce nelle mani di Jim Standen. Per questo motivo, nell'ottobre del 1963 il portiere scozzese dopo complessive 61 partite ufficiali giocate con il club londinese viene ceduto per 14000 sterline allo Stoke City, altro club di prima divisione, con cui pur essendo arrivato a stagione in corso gioca fin da subito titolare, collezionando 25 presenze in campionato ed aiutando il club a raggiungere la finale (poi persa) di Coppa di Lega. Nella stagione 1964-1965 disputa poi ulteriori 41 partite di campionato, perdendo però il posto da titolare nell'annata seguente, in cui pur giocando 12 partite cede il posto a John Farmer. Per questo motivo nell'estate del 1966 viene ceduto ai londinesi del Millwall, con cui rimane due stagioni giocando in tutto 67 partite in seconda divisione, a cui aggiunge ulteriori 13 presenze in quarta divisione con la maglia del Southend Utd nella stagione 1968-1969, terminata la quale si ritira, all'età di 34 anni.

### Nazionale
Leslie tra il 1960 ed il 1961 ha giocato complessivamente 5 partite con la nazionale scozzese.